# Sequência de Lucas
Em matemática, as sequências de Lucas {\displaystyle U_{n}(P,Q)} e {\displaystyle V_{n}(P,Q)} são certas sequências de inteiros que satisfazem a relação de recorrência
{\displaystyle x_{n}=Px_{n-1}-Qx_{n-2},}
em que {\displaystyle P} e {\displaystyle Q} são inteiros fixos. Qualquer outra sequência satisfazendo esta relação de recorrência pode ser representada como uma combinação linear das sequências de Lucas {\displaystyle U_{n}(P,Q)} e {\displaystyle V_{n}(P,Q).}
Mais geralmente, sequências de Lucas representam sequências de polinômios em {\displaystyle P} e {\displaystyle Q} com coeficientes inteiros.
Entre os exemplos de sequências de Lucas estão os números de Fibonacci, os números de Mersenne, os números de Pell, os números de Lucas, os números de Jacobsthal e um superconjunto dos números de Fermat. As sequências de Lucas recebem o nome do matemático francês Édouard Lucas.

## Relações de recorrência
Dados dois parâmetros inteiros {\displaystyle P} e {\displaystyle Q,} as sequências de Lucas do primeiro e segundo tipo, {\displaystyle U_{n}(P,Q)} e {\displaystyle V_{n}(P,Q)} respectivamente, são definidas pelas relações de recorrência:
{\displaystyle U_{0}(P,Q)=0,}
{\displaystyle U_{1}(P,Q)=1,}
{\displaystyle U_{n}(P,Q)=P\cdot U_{n-1}(P,Q)-Q\cdot U_{n-2}(P,Q){\mbox{  para }}n>1,}
e
{\displaystyle V_{0}(P,Q)=2,}
{\displaystyle V_{1}(P,Q)=P,}
{\displaystyle V_{n}(P,Q)=P\cdot V_{n-1}(P,Q)-Q\cdot V_{n-2}(P,Q){\mbox{  para }}n>1,}
Não é difícil mostrar que para {\displaystyle n>0,}
{\displaystyle U_{n}(P,Q)={\frac {P\cdot U_{n-1}(P,Q)+V_{n-1}(P,Q)}{2}},}
{\displaystyle V_{n}(P,Q)={\frac {(P^{2}-4Q)\cdot U_{n-1}(P,Q)+P\cdot V_{n-1}(P,Q)}{2}}.}

## Exemplos
A tabela a seguir fornece os primeiros termos das sequências de Lucas {\displaystyle U_{n}(P,Q)} e {\displaystyle V_{n}(P,Q):}
{\displaystyle {\begin{array}{r|l|l}n&U_{n}(P,Q)&V_{n}(P,Q)\\\hline 0&0&2\\1&1&P\\2&P&{P}^{2}-2Q\\3&{P}^{2}-Q&{P}^{3}-3PQ\\4&{P}^{3}-2PQ&{P}^{4}-4{P}^{2}Q+2{Q}^{2}\\5&{P}^{4}-3{P}^{2}Q+{Q}^{2}&{P}^{5}-5{P}^{3}Q+5P{Q}^{2}\\6&{P}^{5}-4{P}^{3}Q+3P{Q}^{2}&{P}^{6}-6{P}^{4}Q+9{P}^{2}{Q}^{2}-2{Q}^{3}\end{array}}}

## Nomes específicos
As sequências de Lucas para alguns valores de {\displaystyle P} e {\displaystyle Q} recebem nomes específicos:
Un(1,−1) : números de Fibonacci
Vn(1,−1) : números de Lucas
Un(2,−1) : números de Pell
Vn(2,−1) : números de Pell-Lucas
Un(1,−2) : números de Jacobsthal
Vn(1,−2) : números de Jacobsthal-Lucas
Un(3, 2) : números de Mersenne 2n − 1
Vn(3, 2) : números de forma 2n + 1, que incluem os números de Fermat (Yubuta 2001).
Un(x,−1) : polinômios de Fibonacci
Vn(x,−1) : polinômios de Lucas
Un(x+1, x) : Repunits de base x
Vn(x+1, x) : xn + 1
Algumas sequências de Lucas têm entradas na enciclopédia online de sequências de inteiros (OEIS):
| {\displaystyle P} | {\displaystyle Q} | {\displaystyle U_{n}(P,Q)} | {\displaystyle V_{n}(P,Q)} |
| ----------------- | ----------------- | -------------------------- | -------------------------- |
| -1                | 3                 | A214733                    |                            |
| 1                 | -1                | A000045                    | A000032                    |
| 1                 | 1                 | A128834                    | A087204                    |
| 1                 | 2                 | A107920                    |                            |
| 2                 | -1                | A000129                    | A002203                    |
| 2                 | 1                 | A001477                    |                            |
| 2                 | 2                 | A009545                    | A007395                    |
| 2                 | 3                 | A088137                    |                            |
| 2                 | 4                 | A088138                    |                            |
| 2                 | 5                 | A045873                    |                            |
| 3                 | -5                | A015523                    | A072263                    |
| 3                 | -4                | A015521                    | A201455                    |
| 3                 | -3                | A030195                    | A172012                    |
| 3                 | -2                |                            | A206776                    |
| 3                 | -1                | A006190                    | A006497                    |
| 3                 | 1                 | A001906                    | A005248                    |
| 3                 | 2                 | A000225                    | A000051                    |
| 3                 | 5                 | A190959                    |                            |
| 4                 | -3                | A015530                    | A080042                    |
| 4                 | -2                | A090017                    |                            |
| 4                 | -1                | A001076                    | A014448                    |
| 4                 | 1                 | A001353                    | A003500                    |
| 4                 | 2                 |                            | A056236                    |
| 4                 | 3                 | A003462                    | A034472                    |
| 4                 | 4                 | A001787                    |                            |
| 5                 | -3                | A015536                    |                            |
| 5                 | -2                | A015535                    |                            |
| 5                 | -1                |                            | A087130                    |
| 5                 | 1                 |                            | A003501                    |
| 5                 | 4                 | A002450                    | A052539                    |

## Aplicações
Tais sequências têm aplicações na Teoria de Números e na prova que um dado número é primo (primalidade).